# Paweł Jarzębski
Paweł Jarzębski (* 21. April 1948 in Poznań) ist ein polnischer Bassist des Modern Jazz.
Jarzębski wurde Anfang der 1970er als Mitglied der Gruppe von Michal Urbaniak international bekannt. 1972 war er an der Einspielung von Kristian Schultzes Album Recreation (mit Olaf Kübler und Joe Nay) beteiligt. Ab 1973 arbeitete er mit Zbigniew Namysłowski und war an dessen erfolgreichem Album „Winobranie“ beteiligt. 1974 trat er mit Urbaniak beim Newport Jazz Festival auf. Er spielte mit den Novi Singers (LP „Rien ne va plus“). 1978 gründete er mit Tomasz Szukalski, Sławomir Kulpowicz und Janusz Stefański „The Quartet“, das bald als führende Jazz-Combo Polens angesehen wurde und sich bis 1980 international mit einer gleichnamigen Schallplatte sowie Amerika- und Europa-Tourneen präsentieren konnte. Gelegentlich kam es auch später zu einer Neubelegung der Band, die etwa 2006 in Deutschland zu hören war. Auch nahm er mit Elżbieta Adamiak und Scott Earl Holman auf.

## Lexigraphische Einträge
- Martin Kunzler: Jazz-Lexikon. Band 1: A–L (= rororo-Sachbuch. Bd. 16512). 2. Auflage. Rowohlt, Reinbek bei Hamburg 2004, ISBN 3-499-16512-0.